# Студентська (печера, Абхазія)
Печера Студентська розташована в  Абхазії ,  Гудаутському районі, на південному схилі  Бзибського масиву. Протяжність 785 м, проективна довжина 365 м, глибина 350 м, площа 2000 м², об'єм 16625 м³, висота входу 2000 м.

## Опис печери
Вхід розташований на крутому схилі однієї з ущелин, що розчленовують хребет. Він має розміри 0,5 x 0, 8 м і приводить до каскаду колодязів глибиною 10-30 м, з'єднаних короткими вузькими щілинами. Ці щілини відкриваються в великий колодязь глибиною 78 м. На його дні розташовується Великий зал (довжина 50 м, ширина 20-25 м), з його південного краю починається спіральний хід, який кількома витками приводить до брилового навалу на глибині −230 м. У бриловому навалі є кілька ходів, один з яких приводить до 32-метрового колодязя. З його дна починаються два вузькі ходи з внутрішніми колодязями глибиною від 9 до 20 м, що приводять до потужного брилового навалу на глибині −350 м. Пізніше тут виявлено складну систему нових ходів.
Шахта закладена в нижньокрейдових глинистих вапняках. У нижній частині порожнини дуже багато глини та обвальних відкладень. Натікань немає. Шахта слабо обводнена з глибини −50 м.

## Історія дослідження
Виявлено в 1976 р. і пройдено до −210 м пошуковою експедицією красноярських (група політехнічного інституту) і Дивногорських спелеологів (кер. А. Улибін). У вересні 1977 р. шахта була пройдена до глибини −340 м спільною експедицією красноярських, томських і куйбишевських спелеологів (кер. В. Семиченко). При цьому трагічно загинув учасник експедиції Юрій Зубеня. Подальше дослідження проводилося спелеологами Красноярська в 1978, 1979, 1980 рр. (кер. С. Мусіяченко, С. Анісов).